# Стёртые
Стёртые (словен. izbrisani — стертые, вычеркнутые) — неофициальное название группы постоянных жителей Словении, которые в результате административного решения властей были лишены легального статуса после объявления о независимости страны в 1991 году.

## Демография
Категория включает бывших граждан других союзных республик СФРЮ, постоянно проживавших на территории Социалистической Республики Словении на момент распада страны, преимущественно несловенской национальности и потомков смешанных браков, в том числе цыган. Среди них есть как уроженцы Словении, получившие гражданство другой союзной республики на основании гражданства родителей, так и переселенцы из других регионов.
Процесс затронул некоторых бывших офицеров Югославской народной армии, которые не приняли словенского гражданства или получили отказ в нём, часто на основании участия в войне против Словении или иного проявления нелояльности.
По оценкам 2007 года, в стране оставалось около 6000 представителей этой группы без юридического статуса. Остальные получили гражданство или вид на жительство, либо покинули Словению.

## История
На момент объявления независимости в Словении проживало около 200 000 граждан других югославских республик. Им была предоставлена возможность получить словенское гражданство путем подачи заявления либо зарегистрироваться в качестве «иностранца» с правом постоянного жительства. Первым вариантом до президентских и парламентских выборов 1992 года воспользовалось 170 000 человек, второй вариант предпочло несколько тысяч человек.
Лица, не выбравшие один из предусмотренных законом путей легализации пребывания, в феврале 1992 года были удалены из реестра постоянных жителей страны, потеряв тем самым все социальные, гражданские и политические права. Действие носило административный характер, исключало возможность подачи апелляции и затронуло, по неофициальным оценкам, свыше 18 000 человек (по данным сербского портала B92 — более чем 26 000) — как тех, кто уже покинул страну, так и тех, кто не знал о необходимости дополнительно подтверждать свой статус.
В 1999 году Конституционный суд Словении объявил процедуру незаконной и не имеющей юридических последствий. В том же году Парламент Словении принял закон, дававший возможность восстановить вид на жительство «стёртым», постоянно проживающим в Словении, однако Конституционный суд расценил это как попытку повторить нарушение.
В 2003 году Конституционный суд объявил противоречащим конституции закон 1992 года, требовавший явно запрашивать статус «иностранца», и распорядился предоставить статус постоянного жителя всем затронутым лицам независимо от фактического проживания в Словении после его принятия. Многие юристы, в том числе несколько бывших членов Конституционного суда и авторов Конституции) подвергли это решение резкой критике как затрагивающее конституционные законы страны и тем самым выходящее за пределы полномочий суда.
Правительство, сформированное Либеральной демократией Словении, постепенно признало данные судебные постановления вопреки мнению оппозиции (Словенская демократическая партия, Новая Словения, Словенская народная партия и Словенская национальная партия). В феврале 2004 года парламентское большинство приняло так называемый «Технический закон о стёртых» (словен. Tehnični zakon o izbrisanih) с обратным действием, однако два месяца спустя он был аннулирован в результате референдума, поддержанного правоцентристской оппозицией. Референдум вызвал значительные возражения ряда органов Европейского Союза. После рассмотрения вопроса Европейская комиссия пришла к выводу, что не имеет юрисдикции в этом отношении.
В 2005 и 2007 годах правящая Словенская демократическая партия предлагала урегулировать статус «стёртых» конституционным законом, предусматривающим индивидуальное рассмотрение каждого случая, однако компромисс был отвергнут левоцентристской оппозицией.
Некоторые из «стёртых» подали коллективную апелляцию в Европейский суд по правам человека в Страсбурге, назвав процедуру вычеркивания «европейской проблемой и нарушением фундаментальных прав человека». В 2012 году Большая палата ЕСПЧ приняла решение по делу «Курич и другие против Словении» в пользу заявителей.

## В искусстве
Проблеме стёртых посвящен роман словенского писателя Михи Мадзини «Стёртая» (Izbrisana, 2014), переведённый на итальянский, македонский и сербский языки и экранизированный в 2019 году.
В 2007 году в Словении прошла общенациональная кампания Izbrisan16let.si, призванная привлечь с помощью диалога и применения различных художественных средств внимание общественности к проблеме.